# كورثالسة
كورثالسة (كورثال دبق) (الاسم العلمي: Korthalsella)، جنس نباتات مُزهرة من فصيلة الصندلية، (كانت تُعتبر أحيانًا/سابقًا تُصنف ضمن الفصيلة الدبقية). يضم هذا الجنس نحو 25 نوعًا موزعة في آسيا وإفريقيا وأستراليا ونيوزيلندا وبعض جزر المحيط الهادئ. سُمي الجنس على عالم النبات الهولندي بيتر ويليم كورتالس.

## معرض الصور

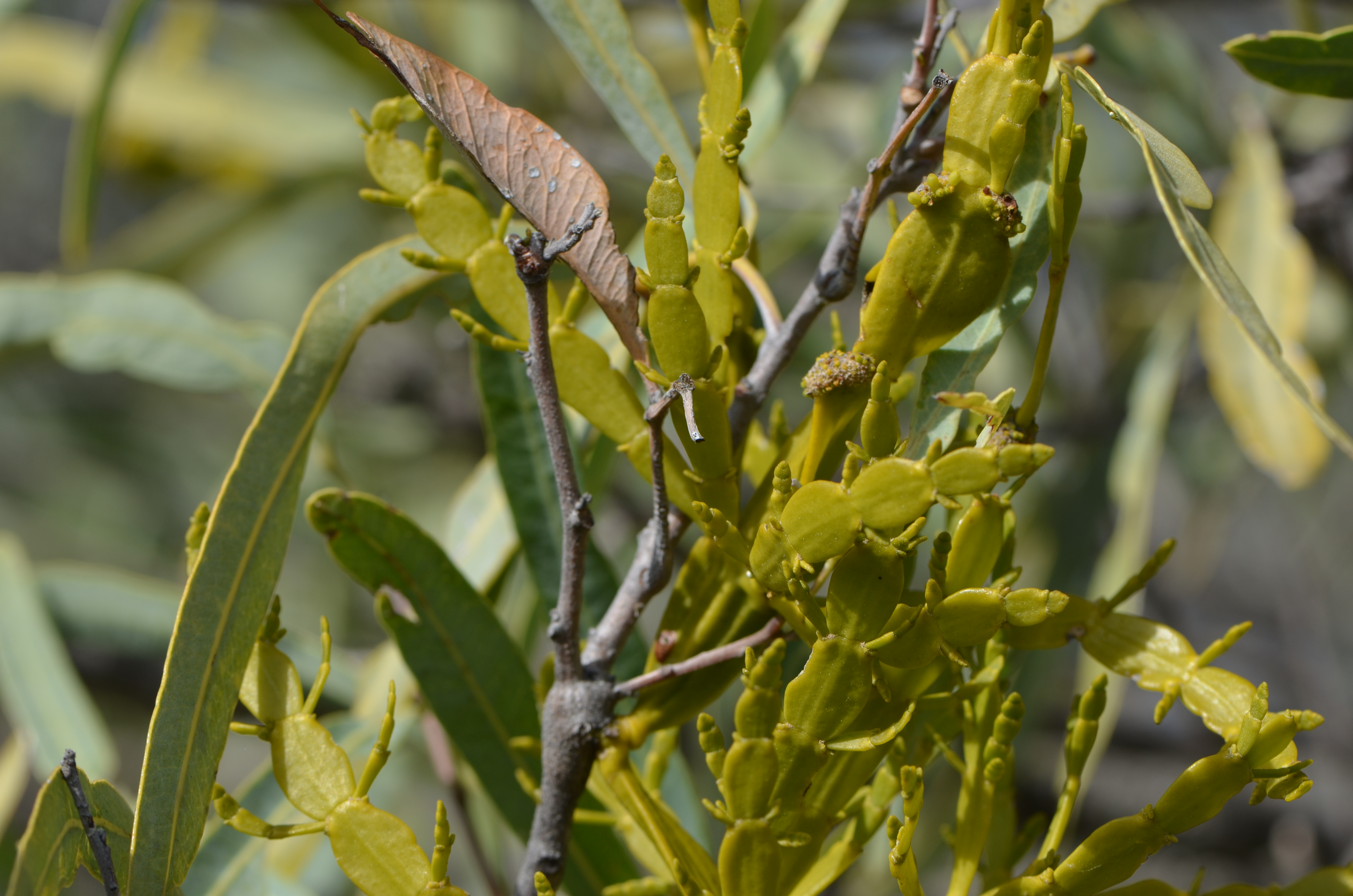
Jointed mistletoe Korthalsella rubra on Atalaya hemiglauca, just north of Breeza, NSW, Australia, 14 June 2015
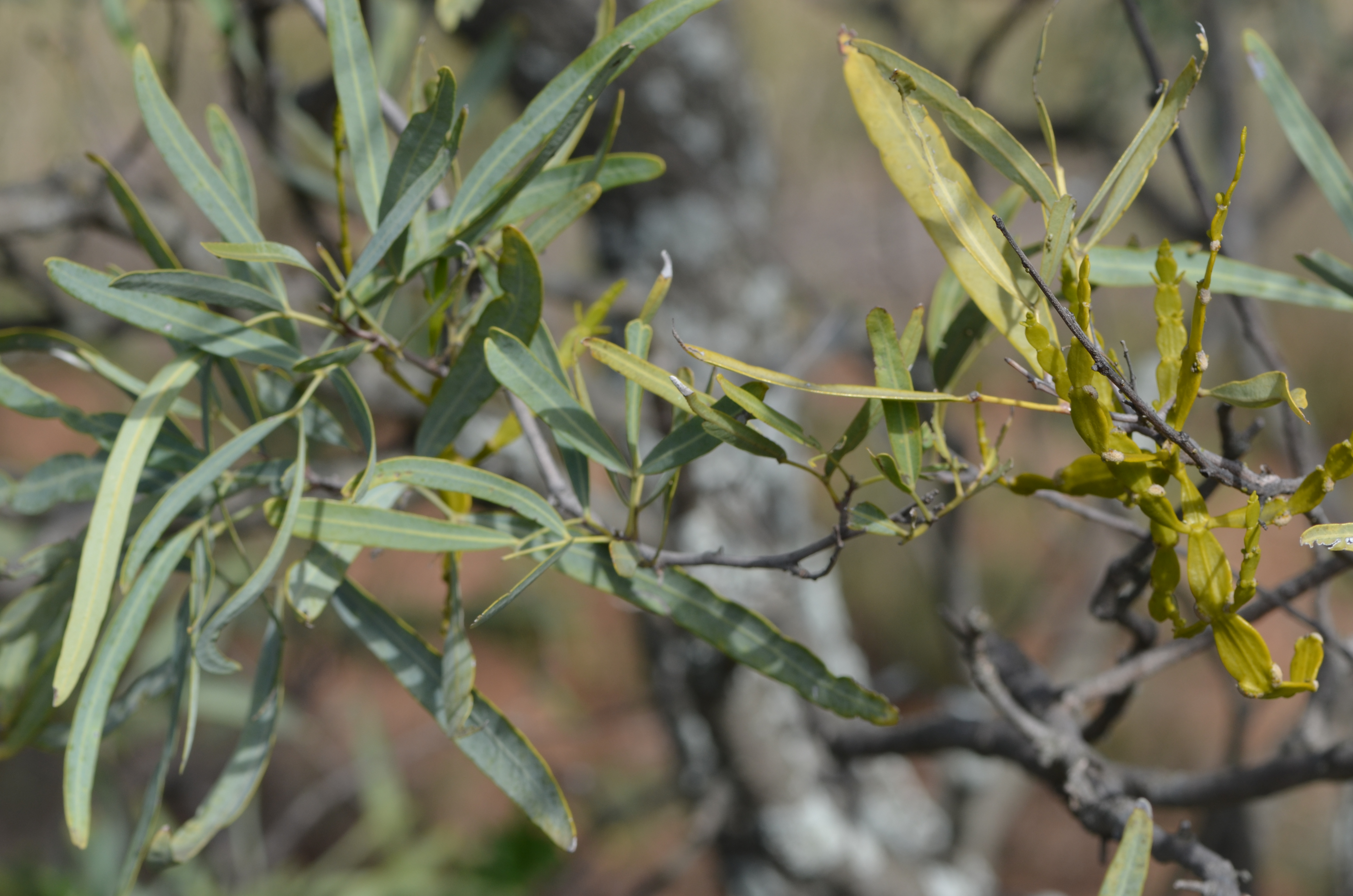
Jointed mistletoe Korthalsella rubra on Atalaya hemiglauca, just north of Breeza, NSW, Australia, 14 June 2015
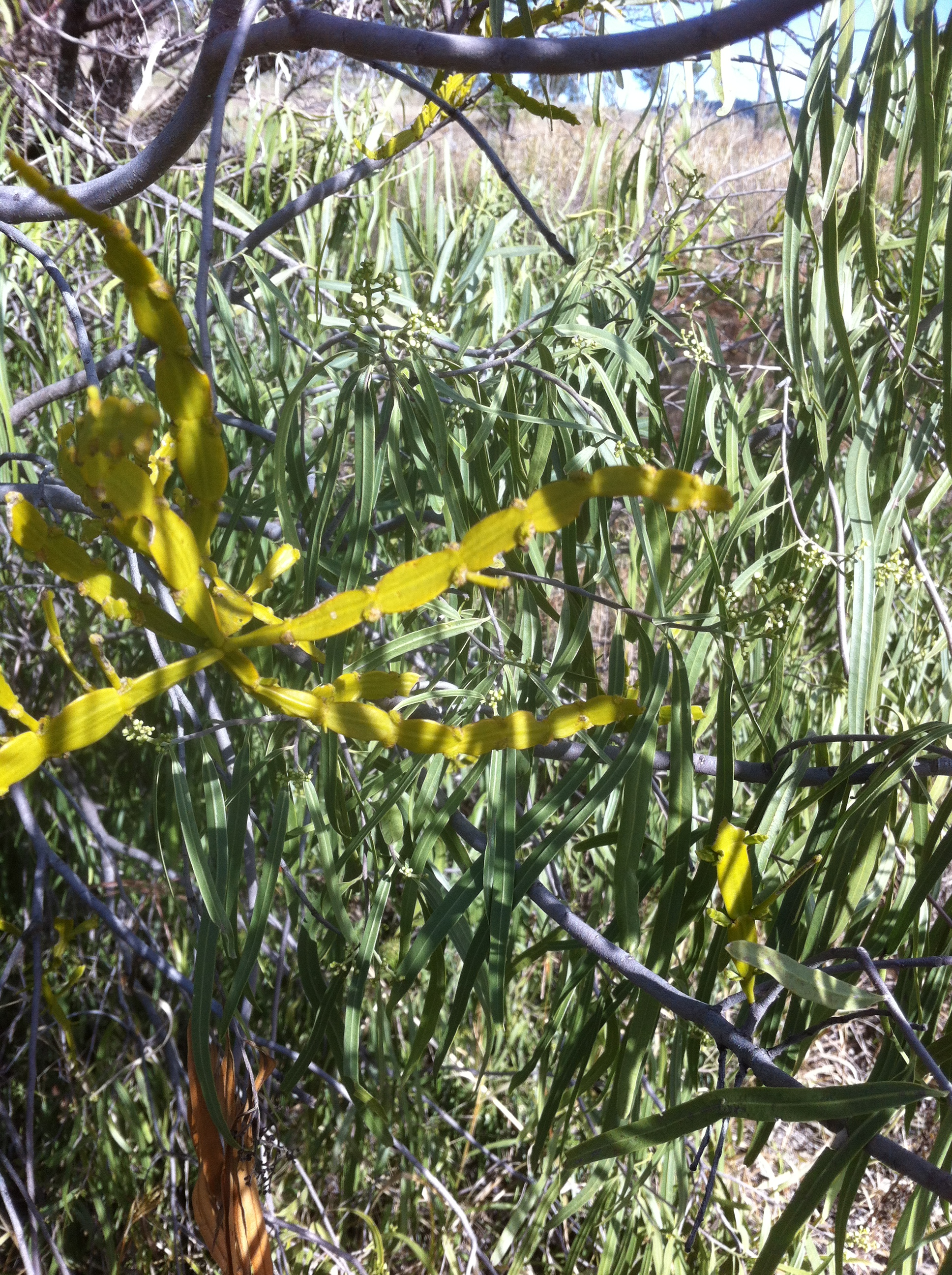
Korthalsella rubra on Wilga, Geijera parviflora, Central NSW, 14 June 2015
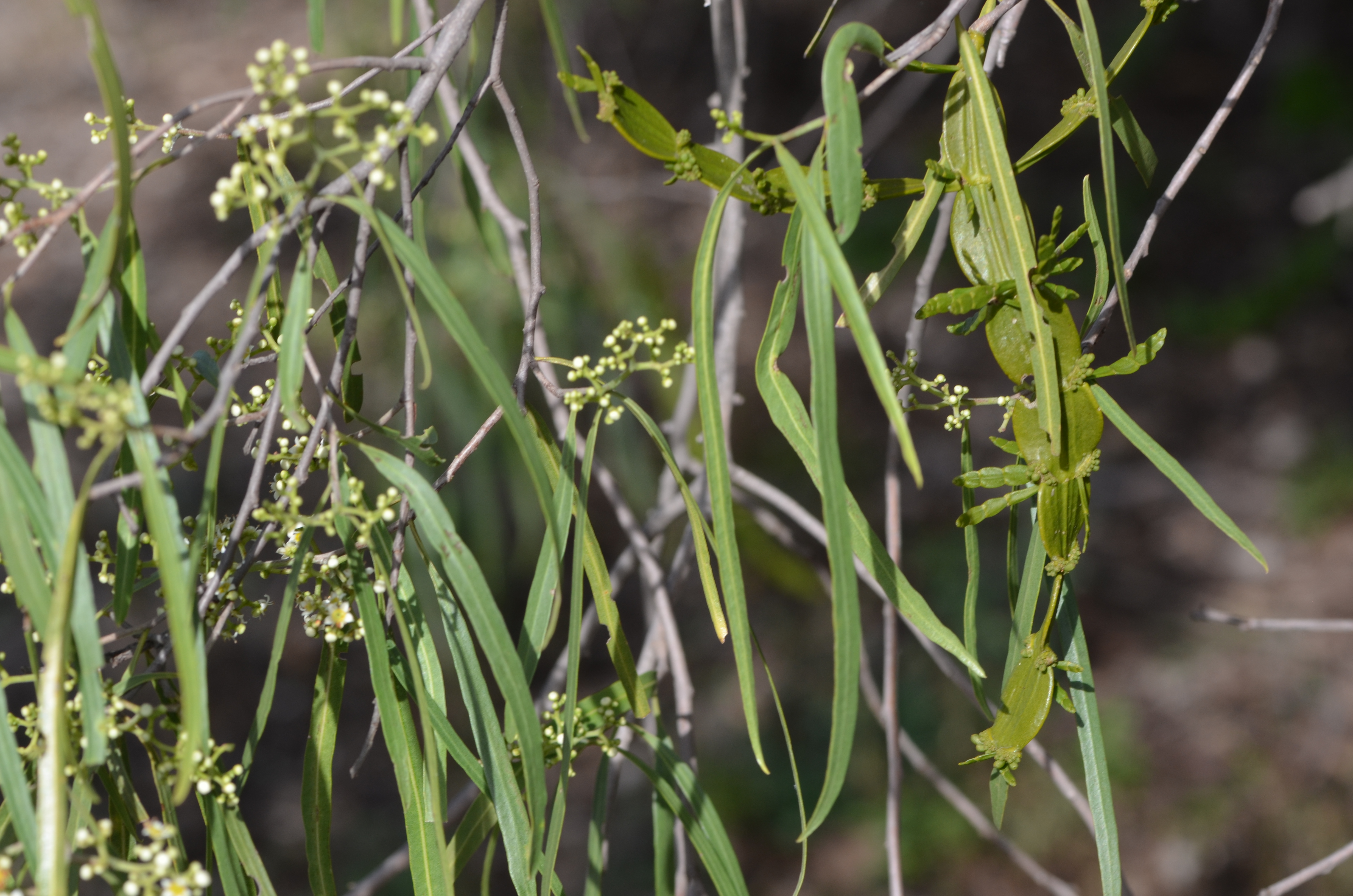
Korthalsella rubra on Wilga, Geijera parviflora, Central NSW, 14 June 2015